# Actias artemis
Actias artemis (en japonés Ōmizu aoga (大水青蛾?)) es una especie de lepidóptero de la familia Saturniidae. Se encuentra en Japón, también en Corea, China, India y Malasia. Se asemeja a su pariente, Actias luna.

## Imágenes de su ciclo vital

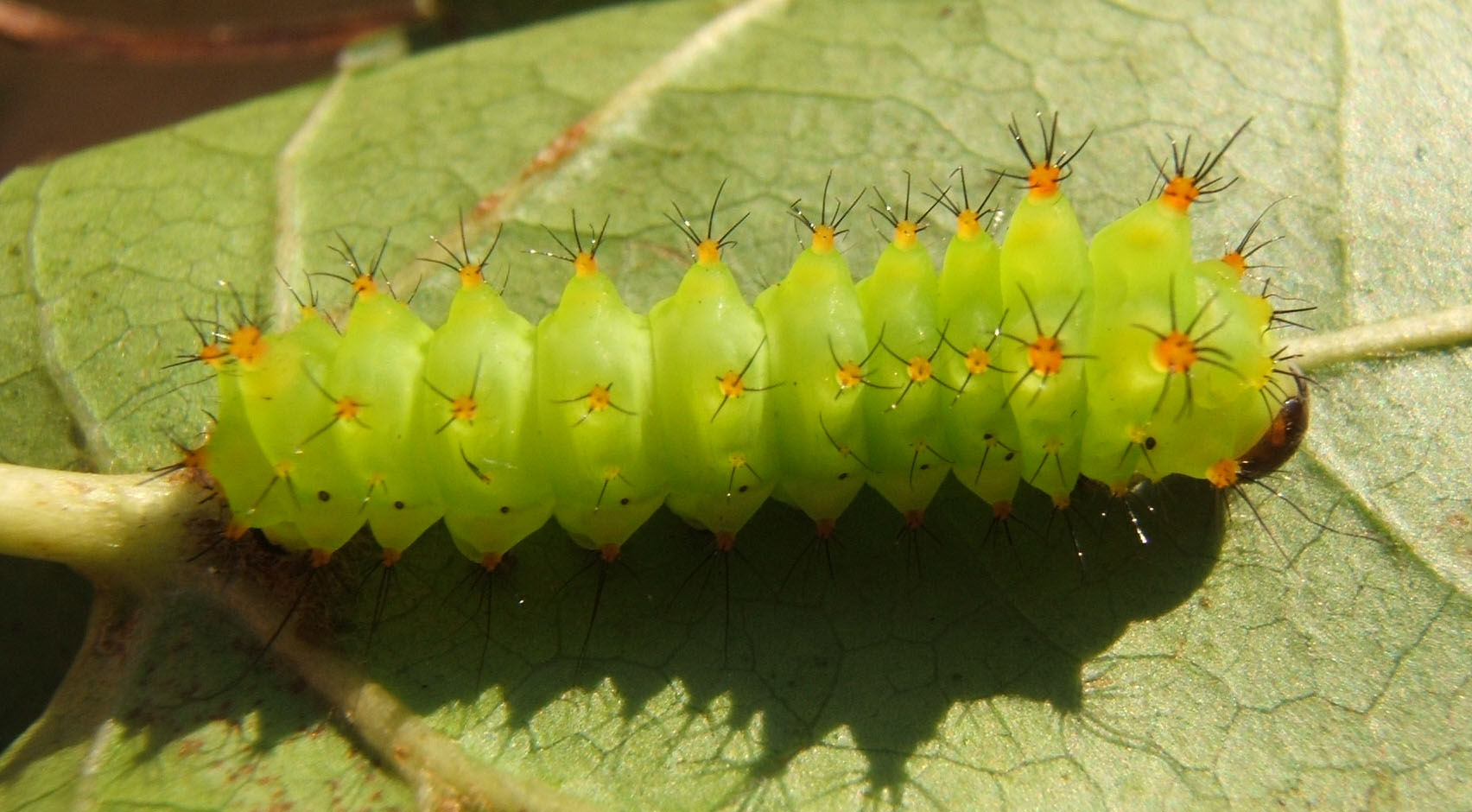
Larva, segundo estadio, en Liquidambar styraciflua
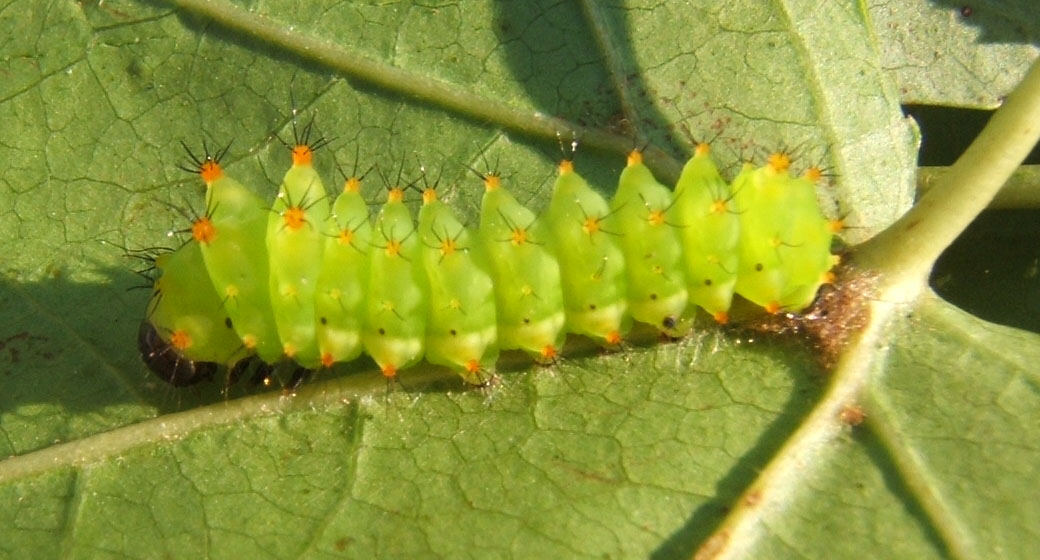
Larva, segundo estadio
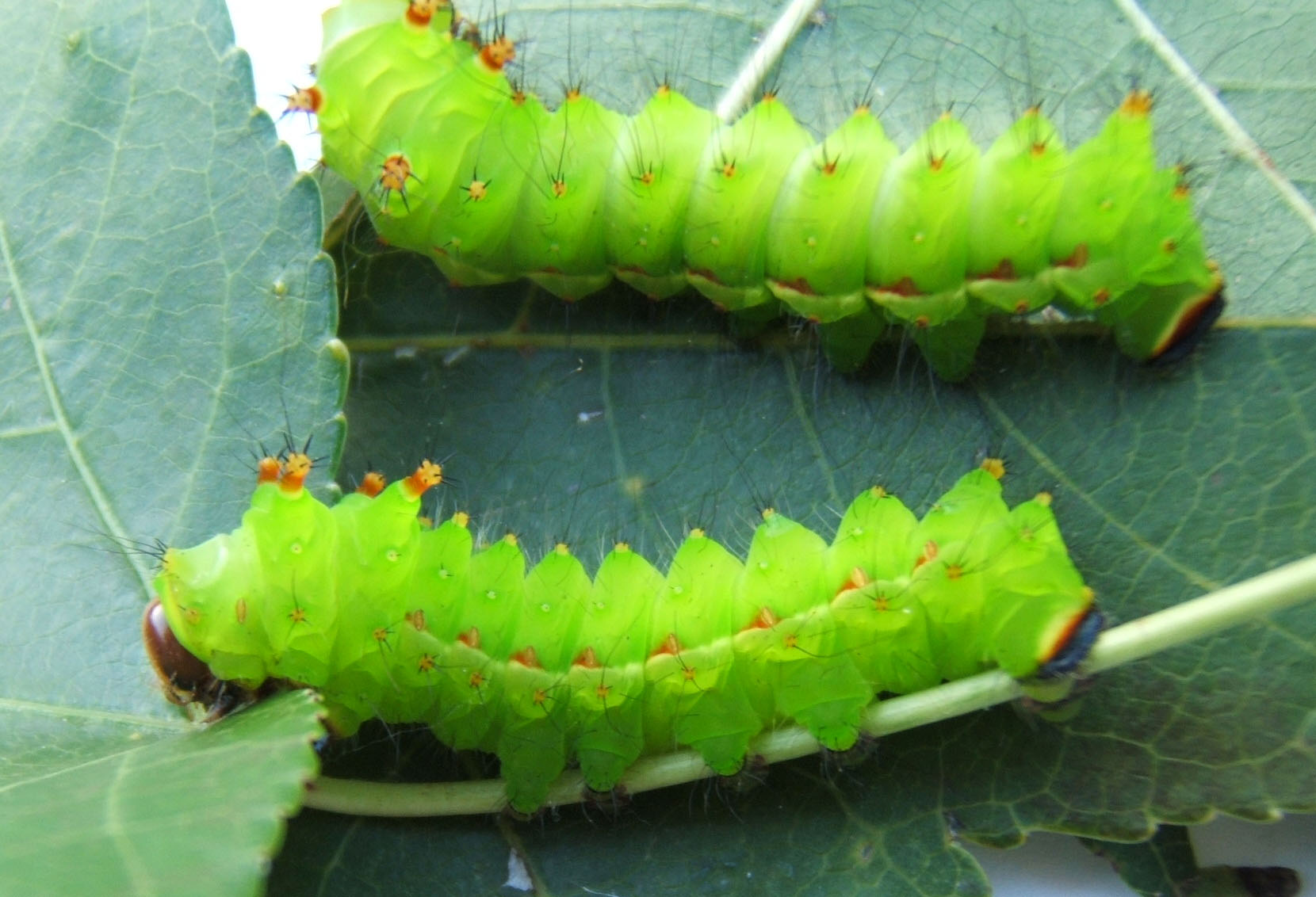
Larvas, cuarto estadio
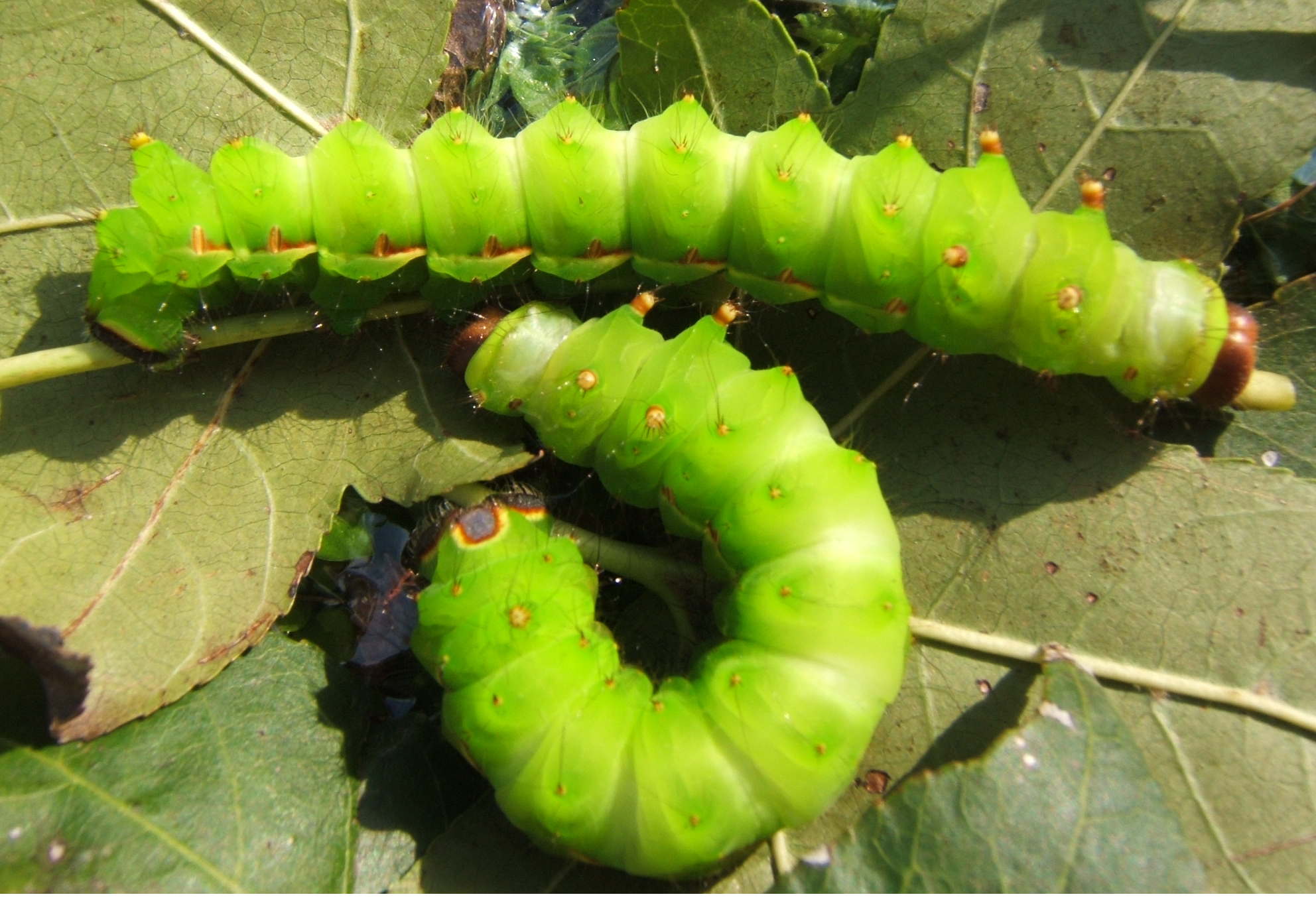
Larvas, quinto estadio
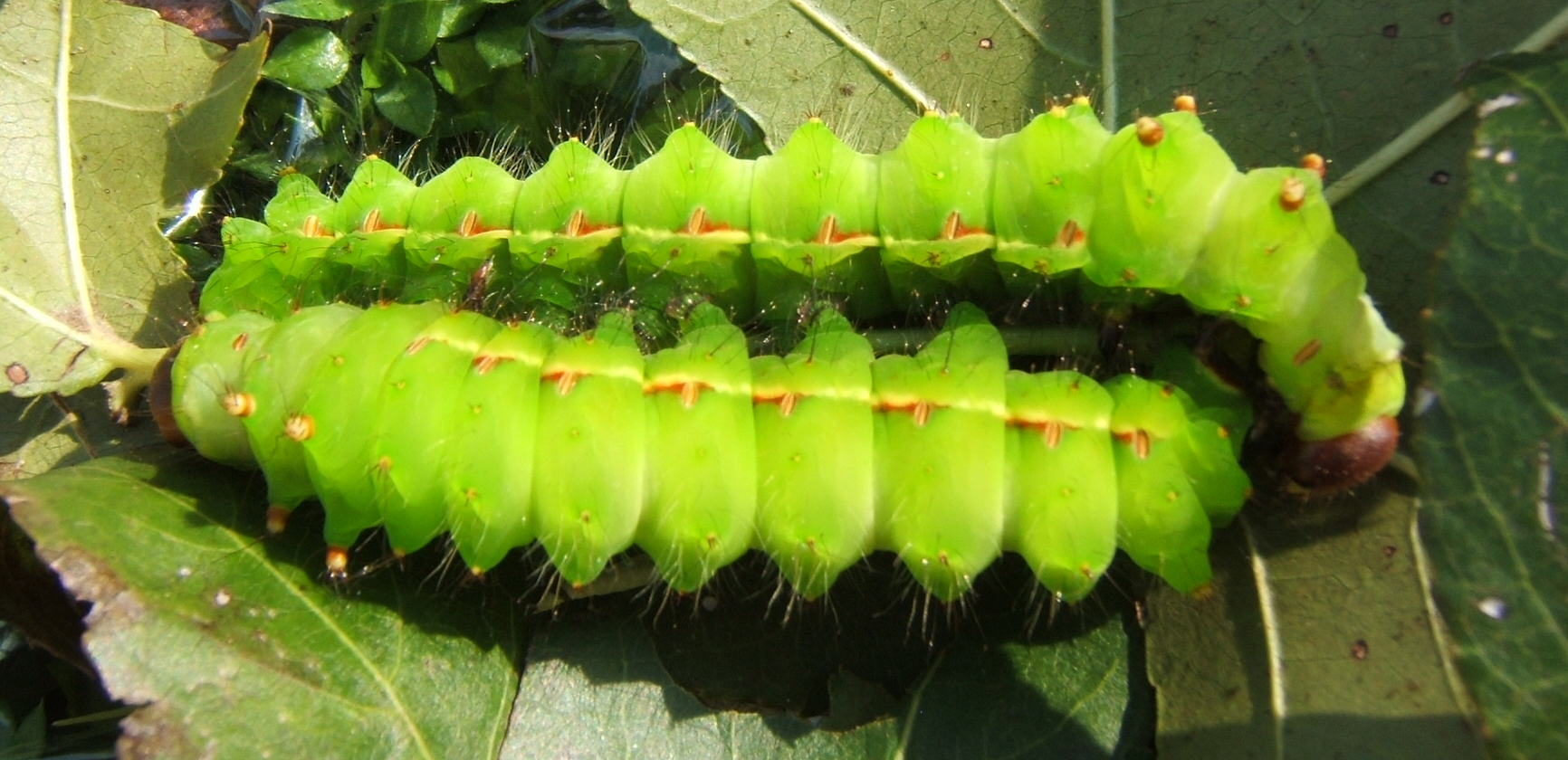
Larvas, quinto estadio
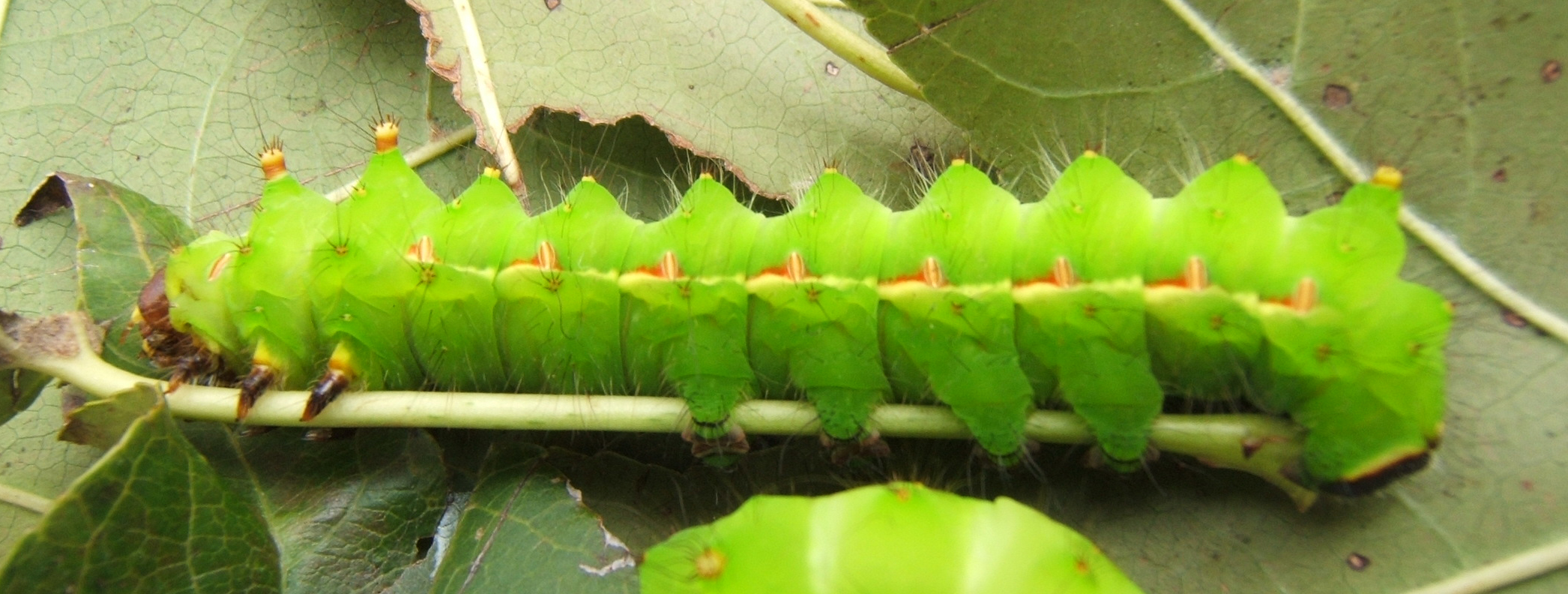
Larva, quinto estadio
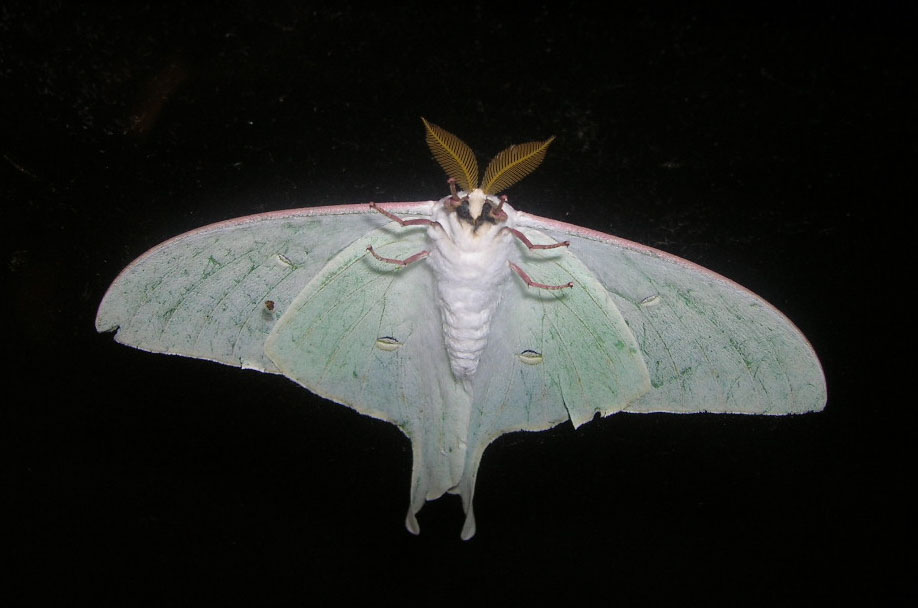
Macho adulto

## Plantas nutricias
Las larvas se alimentan de sauce (Salix), aliso (Alnus), nogal, nogal americano (Carya), roble, ciruelo y arce. 